# 源勝
源 勝（みなもと の まさる）は、平安時代前期の貴族・僧侶。法名は由蓮。嵯峨天皇の皇子。位階は従四位上。竹田禅師と称された。

## 経歴
天長10年（833年）摂津国百済郡の荒廃田27町を与えられる。嘉祥2年（849年）仁明天皇の皇子・源多らと共に無位から従四位上に直叙される。若くして出家し、由蓮を名乗った。
仁和2年（886年）7月4日卒去。

## 人物
聡明な性格で、多くの仏典に通じる一方、老荘も好んだ。巧みに考えることに非常に優れ、その所作は妙を極めたという。

## 系譜
- 父：嵯峨天皇
- 母：惟良氏[3]または大原氏の娘
- 妻：不詳
  - 男子：源良